# Heilige Familiekerk (Soest)
De Heilige Familiekerk is een kerkgebouw met de status van gemeentelijk monument in de gemeente Soest in de provincie Utrecht. Het gebouw en de geloofsgemeenschap maken sinds 2011 deel uit van de rooms-katholieke parochie HH. Martha en Maria. De kerk is gewijd aan de heilige Familie.
De kerk werd ontworpen door de architecten A. (Clemens) Hardeman en Arnold Brouwer. Het gebouw staat ingeklemd tussen de St. Willibrordus- en de Bonifaciusstraat. Naast de hoofdtoren staan twee achtkantige zijkapellen. Aan de oostkant van de kerk staat een hoog en smal koor. In de twee aanbouwen die hier haaks op staan bevindt zich de sacristie. De toren heeft een inpandig portiek met daarboven een roosvenster met glas in lood. Op de torenspits staat een smeedijzeren kruis. De koperen preekstoel dateert uit 1940.
In 1944 schilderde Abram Stokhof de Jong een wandschildering op baksteen De lijdende, strijdende en zegevierende Kerk. Ook maakte hij glas-in-loodramen voor het kerkgebouw.
Aan de achterzijde van de kerk staat de pastorie. Het heeft een inpandig portiek met glas-in-lood-bovenlichten.
Tijdens de kerkdienst van 16 augustus 2020 werd bekendgemaakt dat de Heilige Familiekerk gesloten zal worden. De laatste viering werd gehouden op zondag 3 oktober 2021. Aansluitend werd het Allerheiligste, het Evangelieboek en de H. Oliën door de voorgangers plechtig de kerk uit gedragen en in een koets vervoerd naar de Petrus en Pauluskerk in Soest, waar de viering werd beëindigd.

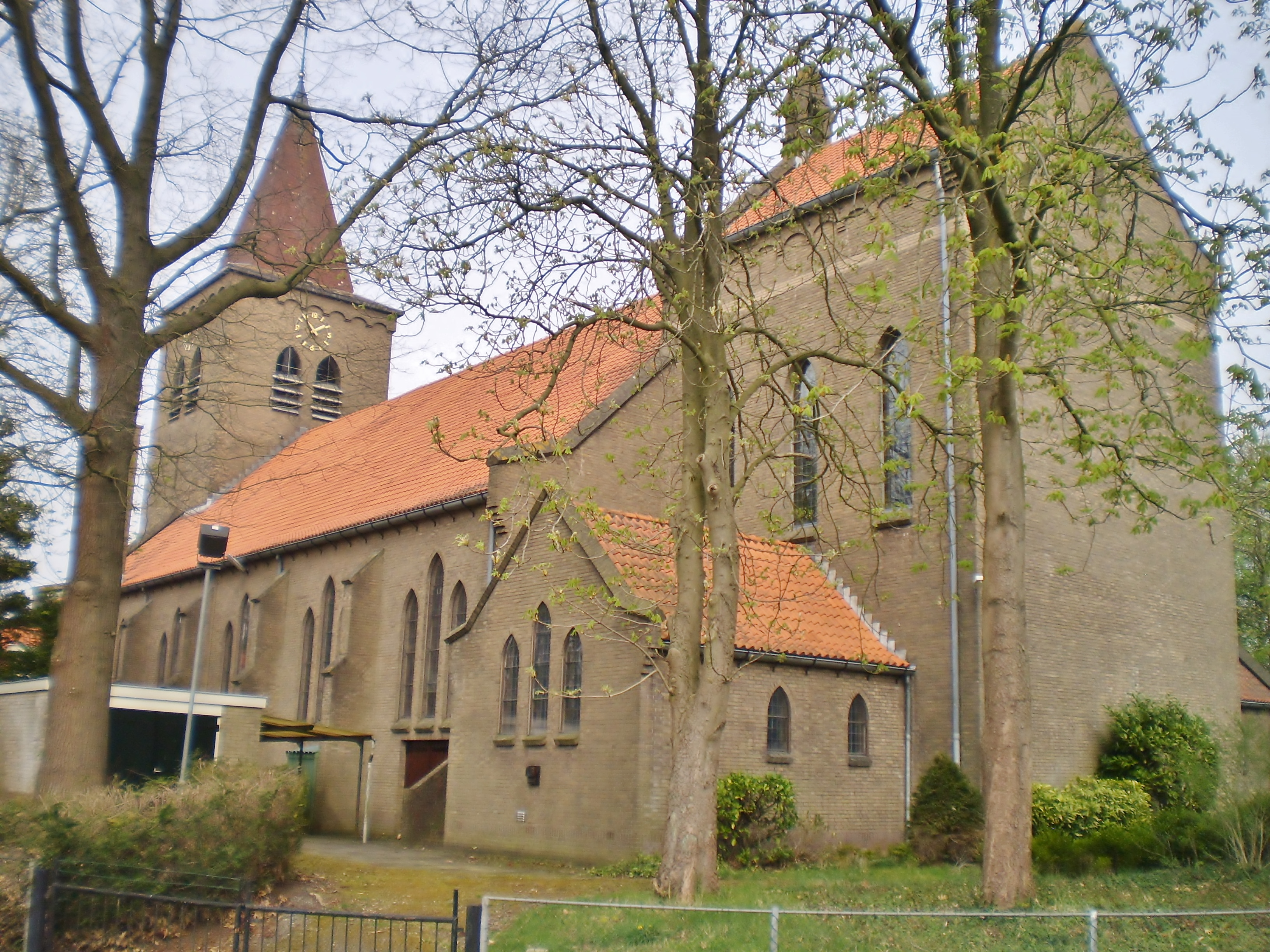
Achterzijde